# Raymond Maric
Dédé Maric, de son vrai nom Raymond Chiavarino, né le 23 mars 1927 à Nice et mort le 12 septembre 2005, est auteur de bande dessinée français.

## Biographie
Raymond Chiavarino est fils d'un projectionniste de cinéma. En 1943, il est encore lycéen lorsqu'il publie dans l'hebdomadaire pour fillettes Cendrillon un scénario intitulé À bout de forces. Caricaturiste sportif dans des journaux niçois tels que L'Espoir et Le Patriote (journaux niçois), il s'installe à Paris et devient secrétaire de rédaction à Miroir Sprint où il fait la connaissance René Pellos. Au cours des années 1950 il adapte des bandes dessinées américaines pour la presse hexagonale (La Vie catholique, Le Parisien libéré, Le Hérisson, France-Soir, Télé 7 jours...). Il scénarise les nouvelles péripéties de Bicot et une vingtaine d'épisodes de Bibi Fricotin. En 1971, il est rédacteur en chef du magazine Les pieds nickelés. Il s'essaie avec succès à créer une série d'animation, Les Enquêtes de Geleuil et Lebon, série télévisée française en 104 épisodes de cinq minutes, diffusée à partir du 15 juillet 1999 sur TF1 dans l'émission TF! Jeunesse et rediffusée en 2008 sur Gulli.
Il est l'auteur de deux succès tardifs, Estelle (dessin de Jack Manini, de 2001 à 2007) et Les morin-Lourdel (avec Baron Brumaire, de 1994 à 2005). Parmi ses séries se trouve aussi Courtisanes (dessin de Pierre Frisano, de 1996 à 1999).
D'après le chroniqueur du journal Le Monde, Maric est « un des auteurs les plus féconds de la BD, alliant humour et réalisme » ; il a sa vie durant écrit pour la presse.

## Publications
Bicot
- Bicot et Dorothée au Cirque (scénario), dessin de Jean-Claude Forest, Éditions Azur, 1959
- Aux Jeux Olympiques (scénario), dessin de Jean-Claude Forest, Éditions Azur, 1961

Bibi Fricotindessin de Pierre Lacroix, Société parisienne d'édition, coll. Les beaux albums de la Jeunesse Joyeuse
- Bibi Fricotin et l'homme aux cheveux rouges (scénario)
- Bibi Fricotin contre l'homme masqué (scénario)
- Bibi Fricotin en plein mystère (scénario), 1961
- Bibi Fricotin à Hassi-Mèssaoud (scénario), 1962
- Bibi Fricotin chez les Aztèques (scénario), 1962
- Bibi Fricotin roi du karting (scénario), 1962
- La surprenante croisière de Bibi Fricotin (scénario), 1963
- Bibi Fricotin spéléologue (scénario), 1963
- Bibi Fricotin chez les chevaliers de la Table Ronde (scénario), 1963
- Bibi Fricotin a du flair (scénario), 1963
- Bibi Fricotin à la pêche (scénario), 1971
- Bibi Fricotin en Inde (scénario), 1974
- Bibi Fricotin protège la nature (scénario), 1975
- Une brosse au poil (scénario), 1975
- Bibi Fricotin et les inventions du Professeur Radar (scénario), 1976
- L'enquête éclair (scénario), 1976
- Bibi Fricotin et Razibus font des blagues (scénario), 1979

Les Pieds nickelésdessin de René Pellos, Société Parisienne d'Édition, coll. Les beaux albums de la Jeunesse Joyeuse
- Les Pieds Nickelés percepteurs (scénario), 1973
- Les Pieds Nickelés sportifs (scénario), 1978

Estellescénario de Maric, dessin et couleurs de Jack Manini, Éditions Carabas, coll. Époques
1. 10 jours de poisse, 2001  (ISBN 2-914203-06-3)
2. Le Pigeon de Montargis, 2003  (ISBN 2-914203-13-6)
3. Les Rendez-vous de l'exposition 1900, 2004  (ISBN 2-914203-70-5)
4. Serial Killer, 2007  (ISBN 2-351-00179-6)